# Rodinei
Rodinei Marcelo de Almeida (Tatuí, 29 gennaio 1992) è un calciatore brasiliano, difensore dell'Olympiacos.

## Caratteristiche tecniche
È un terzino destro.

## Carriera
È cresciuto nelle giovanili dell'Avaí.

## Statistiche

### Presenze e reti nei club
Statistiche aggiornate al 2 dicembre 2024.
| Stagione             | Squadra              | Campionato           | Campionato | Campionato | Coppe nazionali | Coppe nazionali | Coppe nazionali | Coppe continentali | Coppe continentali | Coppe continentali | Altre coppe | Altre coppe | Altre coppe | Totale | Totale | Totale |
| Stagione             | Squadra              | Comp                 | Pres       | Reti       | Comp            | Pres            | Reti            | Comp               | Pres               | Reti               | Comp        | Pres        | Reti        | Pres   | Reti   |        |
| -------------------- | -------------------- | -------------------- | ---------- | ---------- | --------------- | --------------- | --------------- | ------------------ | ------------------ | ------------------ | ----------- | ----------- | ----------- | ------ | ------ | ------ |
| 2012                 | Marcílio Dias        | D+CAT                | 0+7        | 0          | CB              | 0               | 0               |                    | -                  | -                  |             | -           | -           | 7      | 0      |        |
| 2012                 | Corinthians          | A+PAU                | 1+0        | 0          | CB              | 0               | 0               |                    | -                  | -                  |             | -           | -           | 1      | 0      |        |
| 2013                 | CRAC                 | C+GOI                | 17+0       | 0          | CB              | 3               | 0               |                    | -                  | -                  |             | -           | -           | 20     | 0      |        |
| 2014                 | Penapolense          | D+PAU                | 0+16       | 0          | CB              | 0               | 0               |                    | -                  | -                  |             | -           | -           | 16     | 0      |        |
| 2014                 | Ponte Preta          | B+PAU                | 22+0       | 2+0        | CB              | 0               | 0               |                    | -                  | -                  |             | -           | -           | 22     | 2      |        |
| 2015                 | Ponte Preta          | A+PAU                | 35+16      | 0          | CB              | 1               | 0               | CS                 | 0                  | 0                  |             | -           | -           | 52     | 0      |        |
| Totale Ponte Preta   | Totale Ponte Preta   | Totale Ponte Preta   | 73         | 2          |                 | 1               | 0               |                    | 0                  | 0                  |             | -           | -           | 74     | 2      |        |
| 2016                 | Flamengo             | A+CAR                | 13+14      | 0+1        | CB              | 4               | 0               | CS                 | 2                  | 0                  | PL          | 3           | 0           | 36     | 1      |        |
| 2017                 | Flamengo             | A+CAR                | 19+8       | 2+1        | CB              | 7               | 0               | CL+CS              | 2+3                | 2+0                | PL          | 2           | 0           | 41     | 5      |        |
| 2018                 | Flamengo             | A+CAR                | 28+9       | 1+1        | CB              | 5               | 0               | CL                 | 8                  | 0                  |             | -           | -           | 50     | 2      |        |
| 2019                 | Flamengo             | A+CAR                | 17+6       | 0+0        | CB              | 2               | 0               | CL                 | 2                  | 0                  |             | -           | -           | 27     | 0      |        |
| 2020                 | Internacional        | A+PD/RS              | 23+5       | 0+0        | CB              | 3               | 1               | CL                 | 8                  | 0                  |             | -           | -           | 39     | 1      |        |
| feb.-mag. 2021       | Internacional        | A+PD/RS              | 0+9        | 0+2        | CB              | 0               | 0               | CL                 | 4                  | 0                  |             | -           | -           | 13     | 2      |        |
| Totale Internacional | Totale Internacional | Totale Internacional | 23+14      | 0+2        |                 | 3               | 1               |                    | 12                 | 0                  |             | -           | -           | 52     | 3      |        |
| mag.-dic. 2021       | Flamengo             | A                    | 18         | 0          | CB              | 4               | 1               | CL                 | 1                  | 0                  |             | -           | -           | 23     | 1      |        |
| 2022                 | Flamengo             | A+CAR                | 16+8       | 0+0        | CB              | 10              | 0               | CL                 | 11                 | 0                  | SB          | 1           | 0           | 46     | 0      |        |
| Totale Flamengo      | Totale Flamengo      | Totale Flamengo      | 111+45     | 3+3        |                 | 32              | 1               |                    | 29                 | 2                  |             | 6           | 0           | 223    | 9      |        |
| gen.-giu. 2023       | Olympiacos           | SLE                  | 19         | 0          | CG              | 3               | 0               |                    | -                  | -                  |             | -           | -           | 22     | 0      |        |
| 2023-2024            | Olympiacos           | SLE                  | 30         | 2          | CG              | 2               | 0               | UEL+UECL           | 9+9                | 1+0                |             | -           | -           | 50     | 3      |        |
| 2024-2025            | Olympiacos           | SLE                  | 12         | 2          | CG              | 1               | 0               | UEL                | 6                  | 0                  |             | -           | -           | 19     | 2      |        |
| Totale Olympiacos    | Totale Olympiacos    | Totale Olympiacos    | 61         | 4          |                 | 6               | 0               |                    | 24                 | 1                  |             | -           | -           | 91     | 5      |        |
| Totale carriera      | Totale carriera      | Totale carriera      | 368        | 14         |                 | 45              | 2               |                    | 65                 | 3                  |             | 6           | 0           | 484    | 19     |        |

## Palmarès

### Club

#### Competizioni statali
- Campionato Carioca: 1

Flamengo: 2017

#### Competizioni nazionali
- Campionato brasiliano: 1

Flamengo 2019
- Coppa del Brasile: 1

Flamengo: 2022
- Campionato greco: 1

Olympiacos: 2024-2025
- Coppa di Grecia: 1

Olympiacos: 2024-2025

#### Competizioni internazionali
- Coppa Libertadores: 3

Corinthians: 2012
Flamengo: 2019, 2022
- Coppa del mondo per club: 1

Corinthians: 2012
- UEFA Conference League: 1

Olympiakos: 2023-2024